# مگس‌گیر بهشتی حنایی
مگس‌گیر بهشتی حنایی (نام علمی: Terpsiphone cinnamomea) نام یک گونه از سرده مگس‌گیر بهشتی است.